# Sumacàrcer (kommun)
Sumacàrcer är en kommun i Spanien.   Den ligger i provinsen Província de València och regionen Valencia, i den östra delen av landet, 300 km sydost om huvudstaden Madrid. Antalet invånare är 1 259. Arean är 20,1 kvadratkilometer. Sumacàrcer gränsar till Alzira, Antella, Tous, Navarrés, Chella och Cotes. 
Terrängen i Sumacàrcer är varierad.